# 廖倬竩

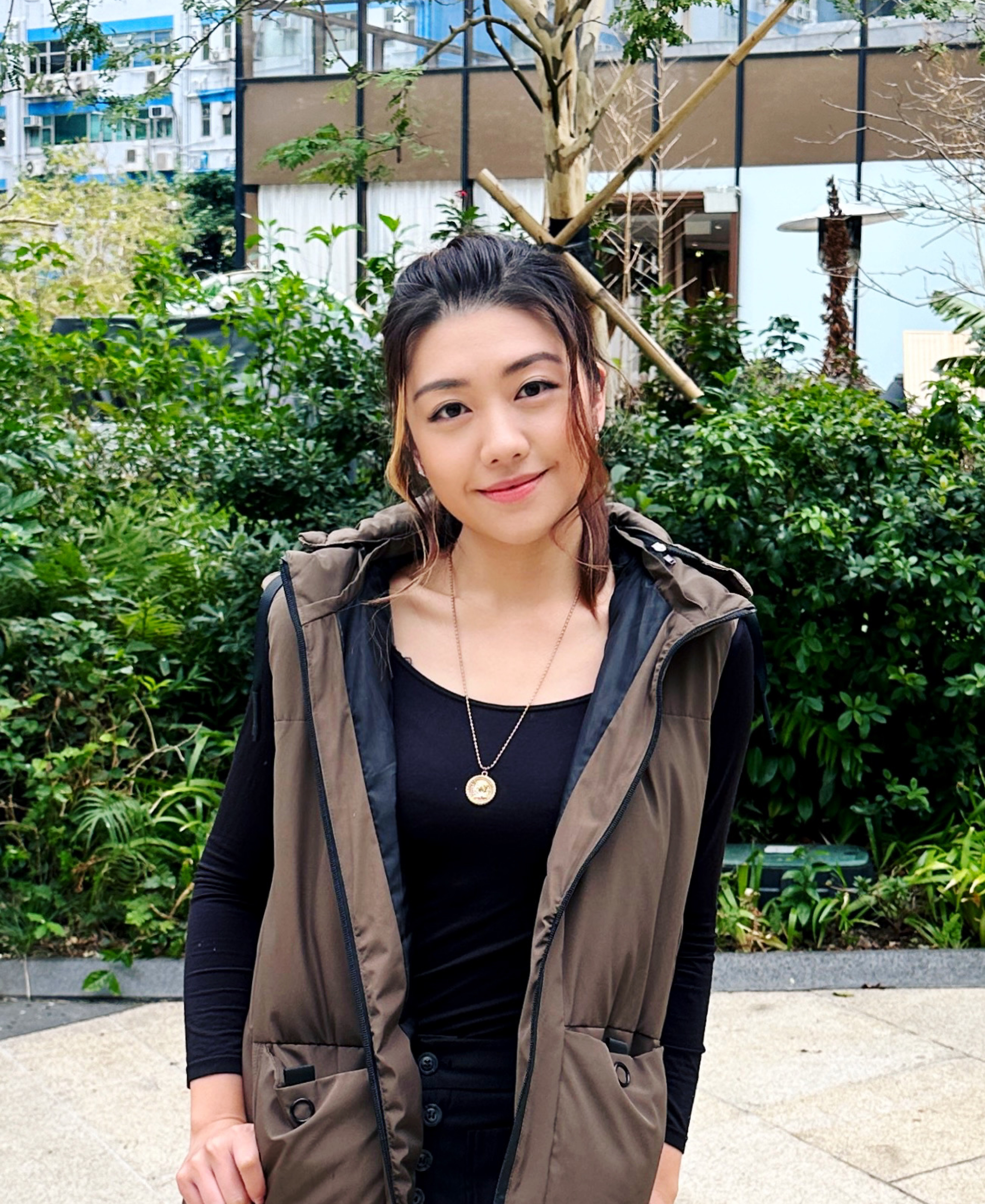
東張西望女主持廖倬竩

廖倬竩（英語：Iva Liu (藝名 Ivy)，1994年9月9日—）是一位香港女藝人及精品咖啡店創辦人，2019年度香港小姐競選參選佳麗，最後打入10強。選後加入無綫電視。
她自2020-2021年在明珠台財經節目《股市直擊》做主播，自2022年開始做《港生活·港享受》主持,自2023年開始做《東張西望》。
2023年12月26日，她在西營盤位於第一街開設自己的咖啡店。

## 電視節目（TVB）
- 2019年：《股市直擊》
- 2020年：《品牌解碼》
- 2021年：《港生活 · 港享受》
- 2023年：《東張西望》
- 2023年：《歡樂滿東華2023》[5]

## 出面網頁
- 2019香港小姐競選 - 9號　廖倬竩 Ivy Liu - 佳麗檔案 - tvb.com （页面存档备份，存于）
- 廖倬竩在tvb.com的資料